# トニー・ジャン
トニー・ジャン（本名：姜 松明、1980年2月12日 - ）は、中国出身のマインドハッカー。エイベックス・マネジメント所属。

## 略歴
中国武漢芸術学院卒業後、日本大学芸術学部演劇学科演技コースに入学。18歳のとき、中国のアイドルグループ 「外来勢力」 のリーダーを務める。その後、マインドハッカーと称して、人の心を読み取る技術を披露している。

## テレビ出演
- NexT  （2013年2月9日、日本テレビ）
- パフォーマンスA  （2013年6月11日 、TBS）
- お説教アイドル 叱るGENJI （2013年7月12日、朝日放送）
- サンバリュ （2013年7月27日、日本テレビ）『驚異のマインドハッカー』より
- アッコにおまかせ! （2013年8月25日、9月22日、2014年1月5日、TBS）
- 見破れ!!トリックハンター（2013年9月24日、日本テレビ）
- ストリートマインドハックin大阪 〜驚異の超常パフォーマンス〜」（2014年1月17日、10月4日、朝日放送）
- 今、この顔がスゴい!（2014年1月23日 、TBS）
- 世界まる見え!テレビ特捜部（2014年3月3日、4月14日、日本テレビ）
- 朝生ワイド す・またん!（2014年3月14日、4月11日、5月23日、読売テレビ）
- 世界がビビる夜（2014年3月24日、TBS）
- バイキング（2014年6月19日 - 8月7日、フジテレビ）
- 上田ちゃんネル 2015年9月4日
- 世界番付　2015年9月11日
- 世界まる見え!テレビ特捜部　2015年10月12日 日本テレビ
- 関ジャム 完全燃SHOW　2015年10月4日　テレビ朝日
- 朝生ワイド す・またん!　2015年10月9日 読売テレビ
- 世界まる見え!テレビ特捜部　2015年12月14日 日本テレビ
- ぐるナイ　　2015年12月24日 日本テレビ
- 特盛!よしもと 今田・八光のおしゃべりジャングル　　2015年12月26日 読売テレビ
- マルコポロリ　　2016年1月3日 関西テレビ
- 特盛!よしもと 今田・八光のおしゃべりジャングル　　2016年3月19日 読売テレビ
- 古坂大魔王のカツアゲ！ 2016年3月29日 AbemaTV FRESH!
- よ〜いドン！サンデー　2016年5月8日　5月15日　関西テレビ
- メッセンジャーの〇〇は大丈夫なのか！？　2016年5月19日　MBS
- さしめし　2016年5月17日　LINE LIVE
- ウチくる！？　2016年5月22日　フジテレビ
- AbemaTV「テンションMAX↑TV」 2016年7月28日
- 特盛よしもと 2016年8月29日  読売テレビ
- AbemaTV「トニー・ジャンの木曜The NIGHT」 2017年2月9日
- ぶらり！麻布十番商店街ラッキー散歩　テレビ東京 2017年5月4日

## イベント
- BIGBANG　ファンイベント 2016年4月24日、5月14日、5月15日
- 映画【秘密】公開直前イベント　2016年7月25日
- GirlsAward楽天特設ステージ　2016年10月8日
- ローリーズファームイベント 2016年11月29日
- 東京オートサロン　オープニングセレモニー　2017年1月13日